# ギヨーム・マルシャン
ギヨーム・マルシャン（Guillaume Marchand、1998年6月5日 - ）は、フランスのラグビーユニオン選手。トップ14のリヨンOUに所属している。

## 経歴
2018年、U20フランス代表として、U20シックス・ネーションズとワールドラグビーU20チャンピオンシップに出場し、チームはどちらも優勝。
2018-19シーズンから、トゥールーズに加入。
2021-22シーズンからリヨンOUに移籍した。
2025年、フランス代表のニュージーランド遠征スコッドに選ばれた。